# Environmental Science Services Administration
L’Environmental Science Services Administration (ESSA) était une agence gouvernementale créée en 1965 lors d’une réorganisation du Département du Commerce des États-Unis. Sa mission était de gérer les programmes météorologiques et climatologiques. En janvier 1966, ESSA renomma les deux principales de ses composantes, le Weather Bureau devenant le National Weather Service et le National Data Center (Centre des données climatologiques national) l'Environmental Data Service. En 1970, ESSA sert elle-même de noyau du nouveau National Oceanic and Atmospheric Administration (NOAA), le service responsable de l'étude des océans et de l'atmosphère aux États-Unis.

## Histoire
En mai 1964, le secrétaire adjoint pour la science et la technologie au Département du Commerce des États-Unis a créé un comité spécial chargé d'examiner les activités et les responsabilités du service des sciences environnementales. Les membres du comité comprenaient le directeur du Bureau météorologique, le Dr Robert M. White, le directeur du United States Coast and Geodetic Survey, le contre-amiral Henry Arnold Karo, le directeur de l'Institut national des normes, Allen V. Astin, et un panel de scientifiques issus de l’industrie et du monde universitaire. L'objectif du comité était d'examiner les moyens d'améliorer les efforts du Ministère du commerce en matière de sciences de l'environnement, l'efficacité de la gestion et en rendant plus efficace la fourniture de services de sciences de l'environnement au public.
Les travaux du comité ont abouti à la recommandation que le département fusionne divers efforts scientifiques dispersés au sein et entre le Bureau météorologique, le relevé côtier et géodésique et le Bureau national des normes, en créant une nouvelle agence mère, nommée l'Environmental Science Services Administration (ESSA), qui coordonnerait ces activités. Le 13 mai 1965, le président américain Lyndon B. Johnson a déposé un projet de loi pour la création de l'ESSA  dans le cadre du plan de réorganisation n°2 de 1965 du Département du Commerce. Bien que le Bureau météorologique et celui des relevés côtiers et géodésiques aient conservé leur indépendance sous l'ESSA, leurs postes de directeurs ont été remplacés par le nouvel administrateur et un administrateur adjoint de l'ESSA,.
L'organisme successeur de l'ESSA, la NOAA, est créé par le Congrès des États-Unis dans le cadre d'un plan de réorganisation n°4 de 1970 qui a regroupé les trois agences déjà existantes et le Bureau of Commercial Fisheries, fondé en 1871.

## Programme satellite
Durant la courte existence d’ESSA, le programme de satellites météorologiques américain a pris son essor. La NASA avait commencé le lancement de fusées sub-orbitales et de satellites artificiels en 1958. Certains étaient équipés d’instruments météorologiques. La première série de satellites dédiés exclusivement à cet usage fut celle des TIROS  à orbite polaire héliosynchrone (Television Infrared Observation Satellite), dont le premier fut lancé en 1960, sous l'impulsion du Weather Bureau.
ESSA hérita de la gestion et de la conception des satellites météorologiques américains, utilisant la NASA pour les lancements. Les dix premiers TIROS étaient surtout un support pour prendre des photos en infrarouge de l'atmosphère, comme leur nom l'indique. Ils démontrèrent l'utilité du concept. La seconde génération plus sophistiquées, les ESSA-TIROS ou TIROS Operational System (TOS), compta 9 satellites lancés de 1966 à 1969. Le dernier de ceux-ci termina sa vie "utile"/fonctionnelle en 1977.